# Бражник липовый
Бражник липовый (Mimas tiliae) — бабочка из семейства бражников.

## Описание
Размах крыльев 60-80 мм. Выражен половой диморфизм. Самки крупнее самцов и отличаются контрастностью окраски и рисунком передних крыльев. Передние крылья с зубчатыми краями. Окраска верхней стороны крыльев весьма изменчива — оливково-зелёная или рыжевато-коричневатая, с розоватыми промежутками между перевязями, с двумя большими, неправильными, иногда соединёнными между собою тёмными пятнами, расположенными на более светлой середине крыла. На середине переднего крыла на розовом поле выделяется широкая зелёная перевязь с угловым выступом кнаружи крыла и прерванная в средней части. Иногда зелёный цвет полностью заменяется розово-коричневыми оттенками. Задние крылья охряно-жёлтые с черноватою полосой.

## Распространение
Бражник липовый водится почти во всей Европе, на Кавказе, в Закавказье, на юге России, на Урале, в Западной Сибири, в Малой Азии, Иране, на Ближнем Востоке. На юго-западе России обитает в лесах, лесополосах, рощах, садах и парках.

## Биология
Время лёта с мая по июль. Иногда даёт второе поколение, которое может кормиться до октября.
Гусеница в длину до 50-65 мм, светло-зелёного цвета, в мелких светлых точках и косых полосах, с шероховатой, шагреневообразной поверхностью; по бокам красные, снизу жёлтые косые полосы; позади в основании хвостового рога находится своеобразный зернистый щиток, покрытый жёлтыми или красноватыми бугорками. Гусеницы часто сильно изменчивы в окраске: косые полосы бывают ярко-розовыми. Вокруг дыхалец расположены большие красные пятна. Рог на конце тела голубого цвета спереди.
Гусеницы с июня по август питаются на липе, вязе, ольхе, берёзе, реже на вишне, дубе, лещине, клёне, рябине, яблоне, груше, ясене, каштане и шелковице. Куколка грязного чёрно-бурого цвета. Зимует в земле.

## Фото

Стадии развития бабочки
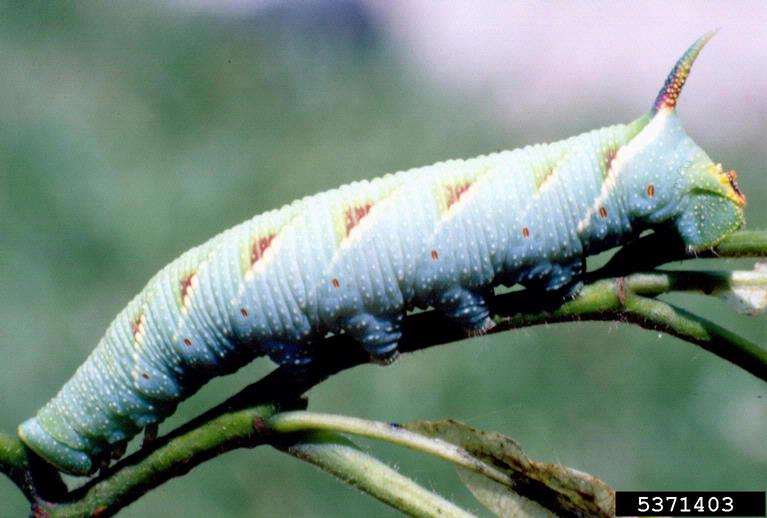
Гусеница
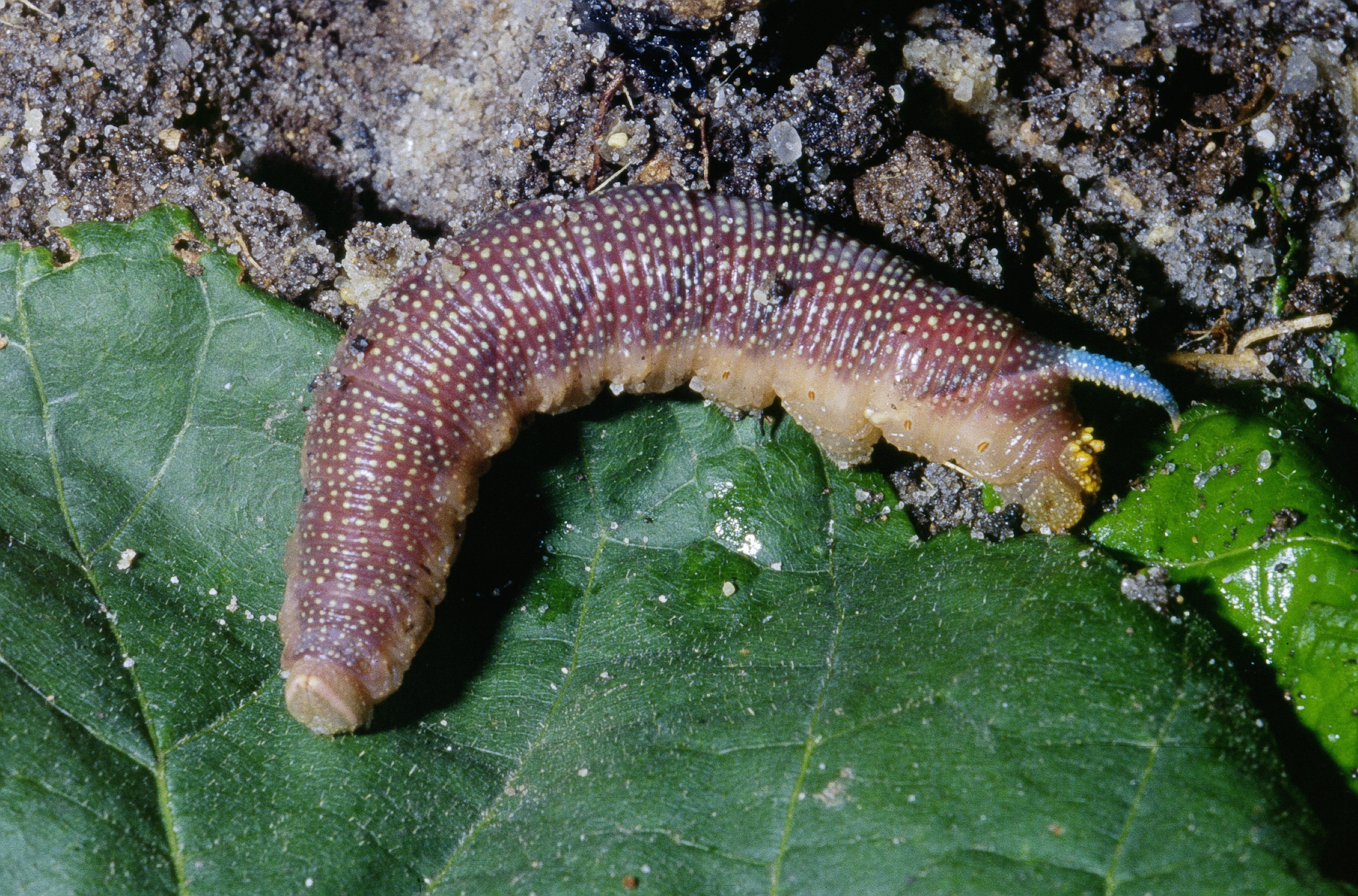
Гусеница перед окукливанием
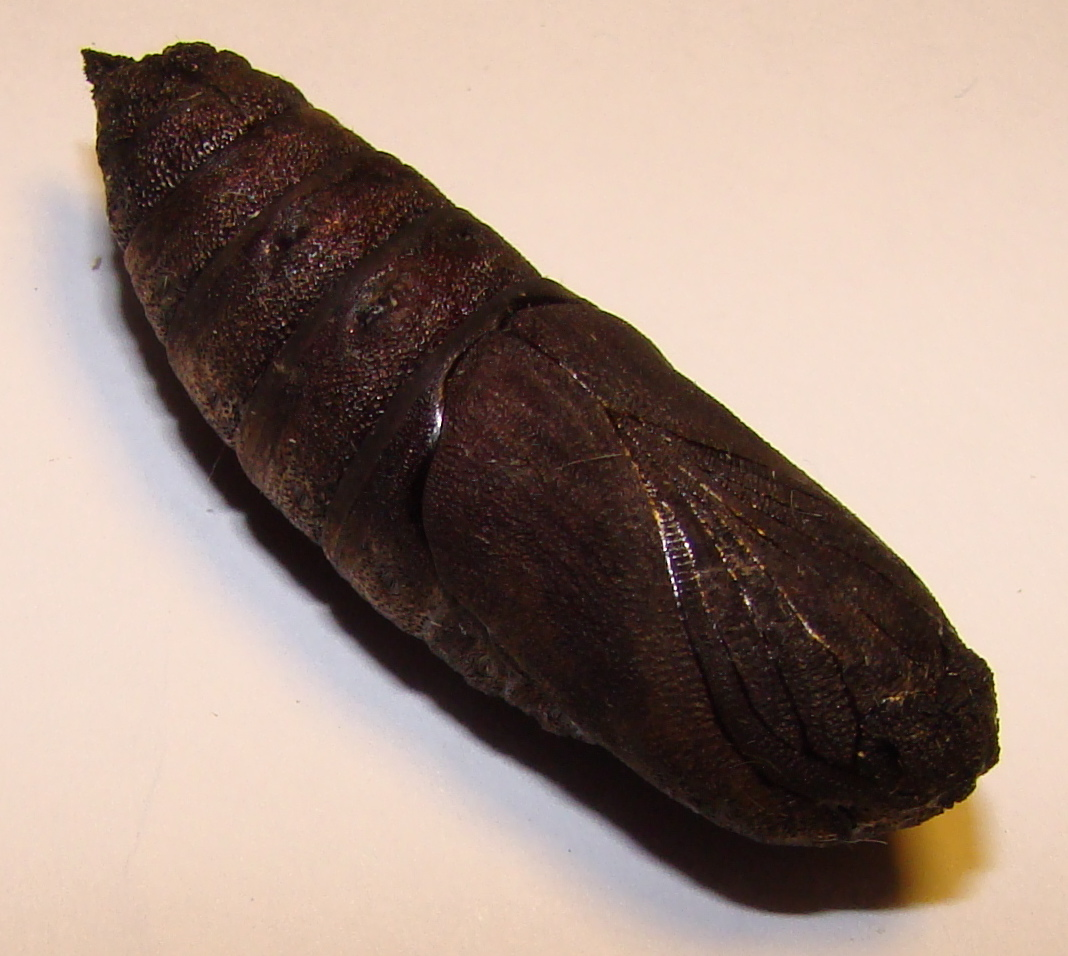
Куколка
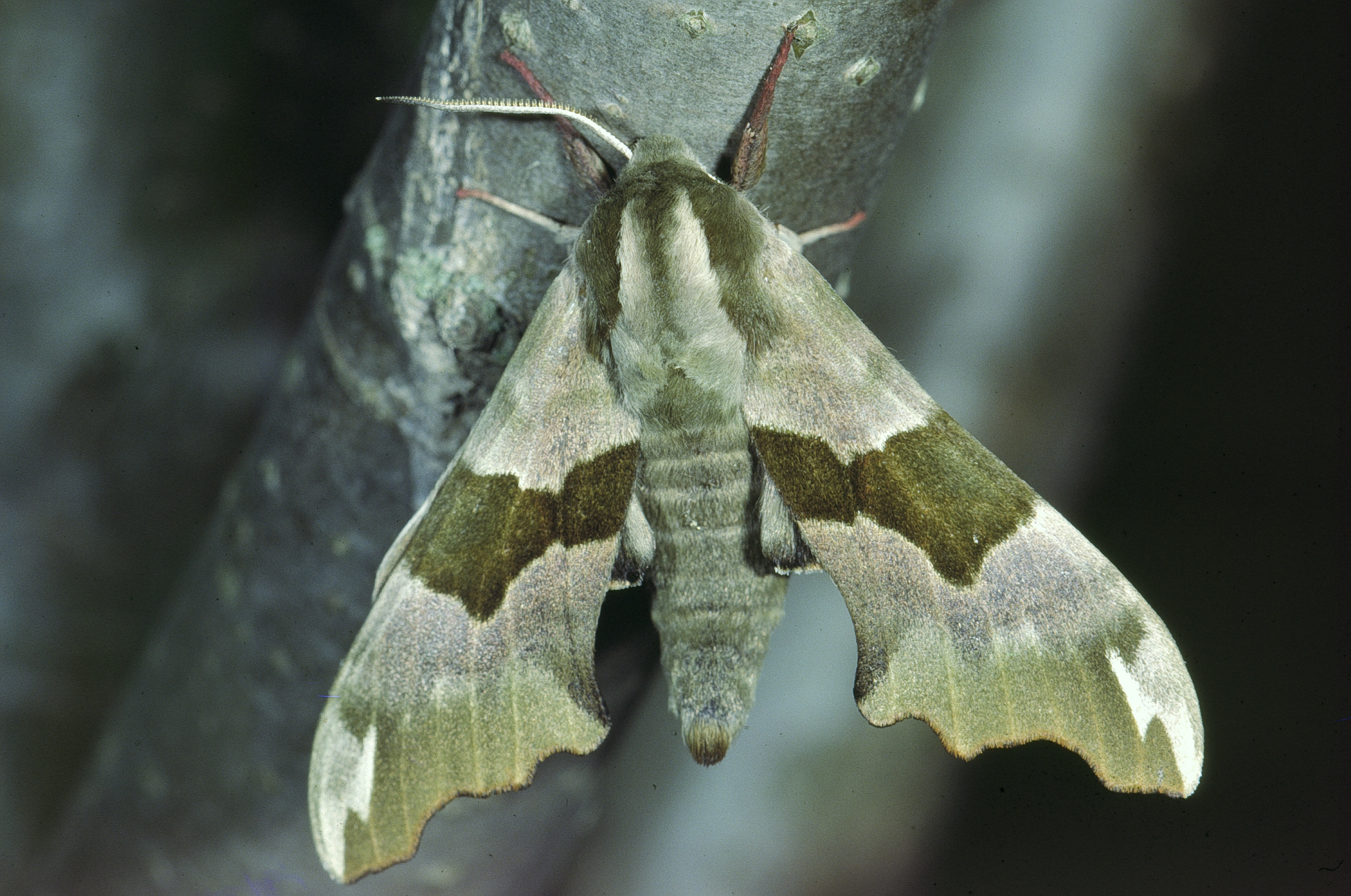
Имаго
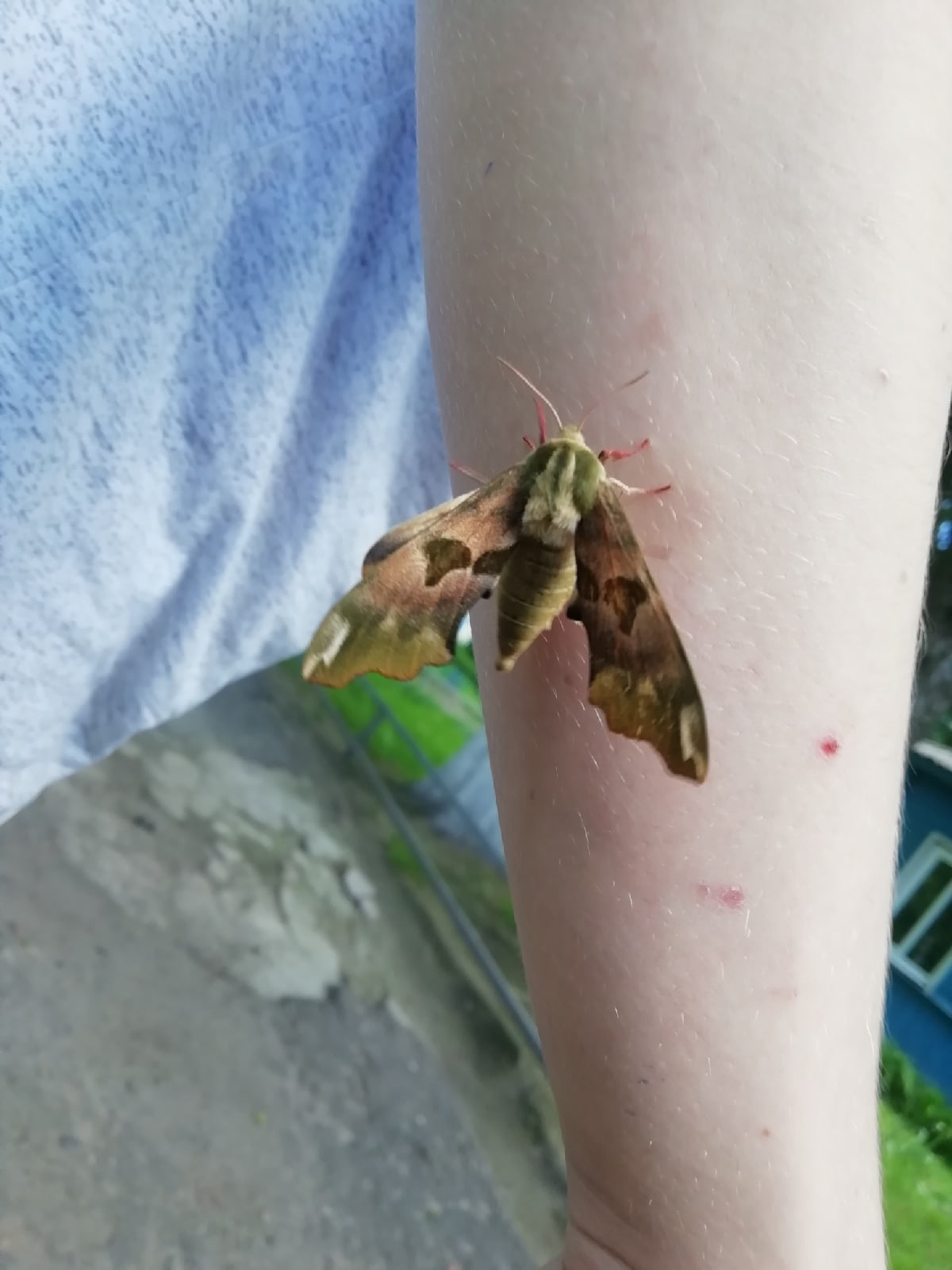
Бражник липовый на руке человека

Бражник липовый
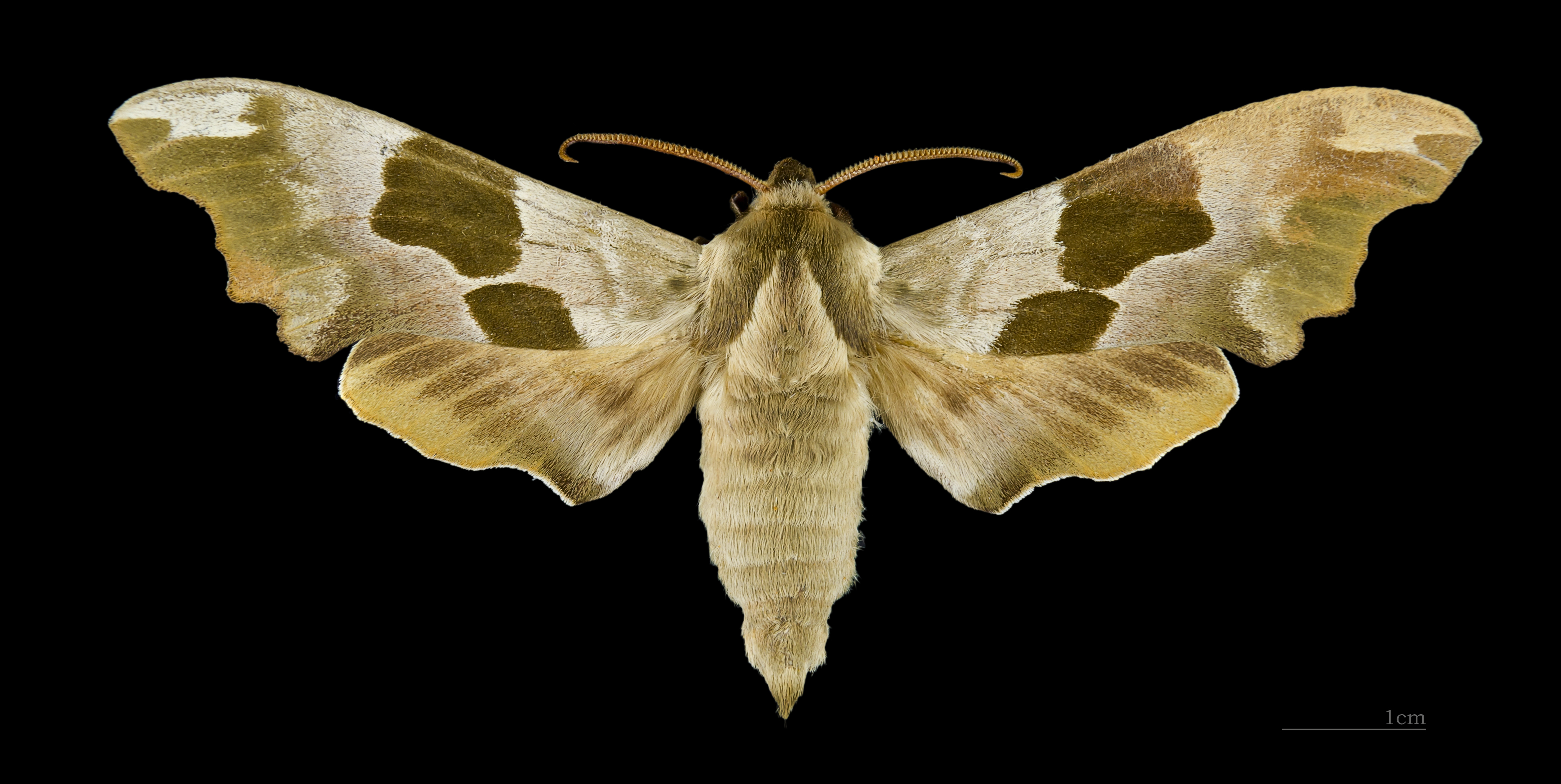
Mimas tiliae ♂
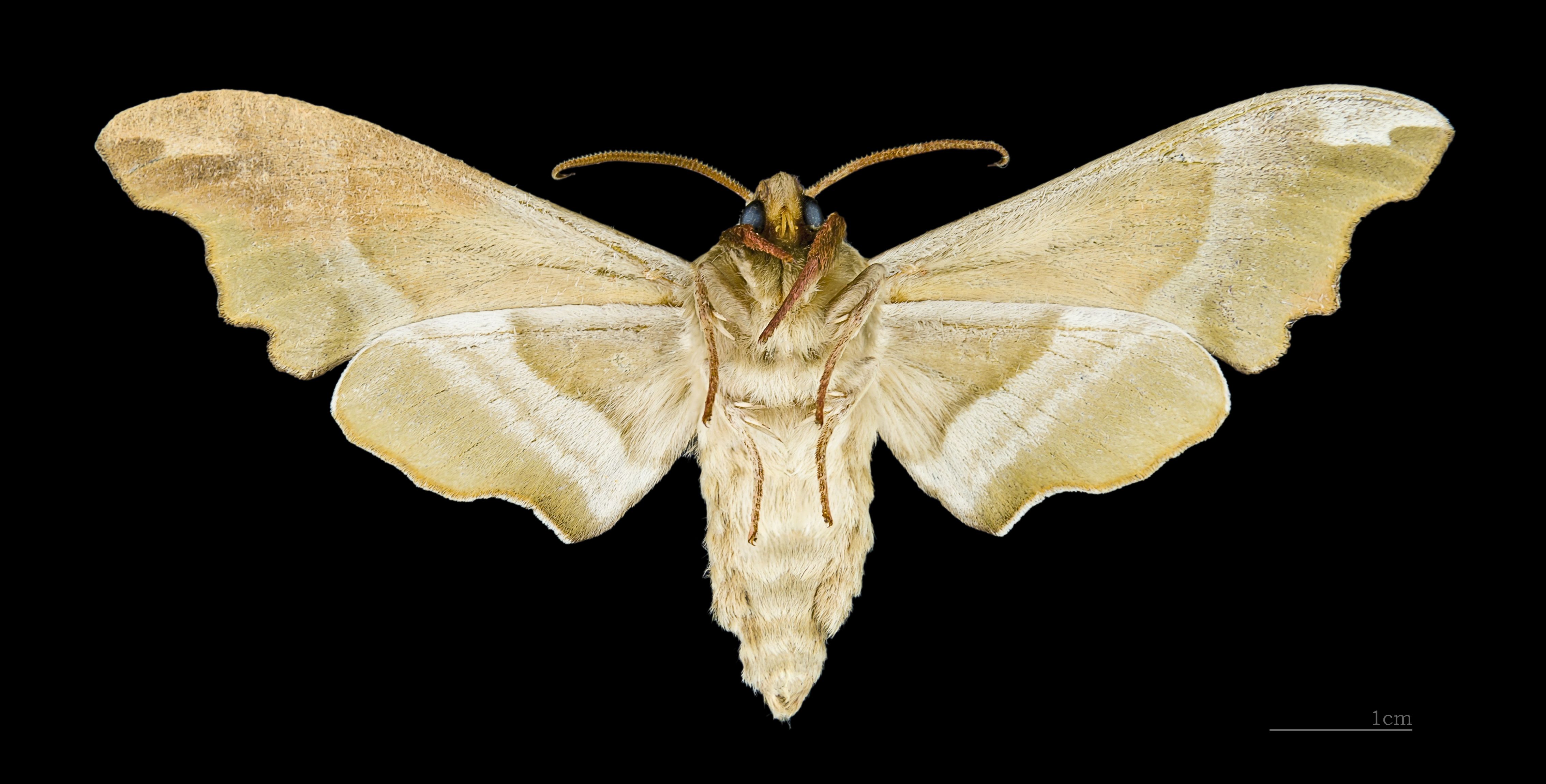
Mimas tiliae ♂ △
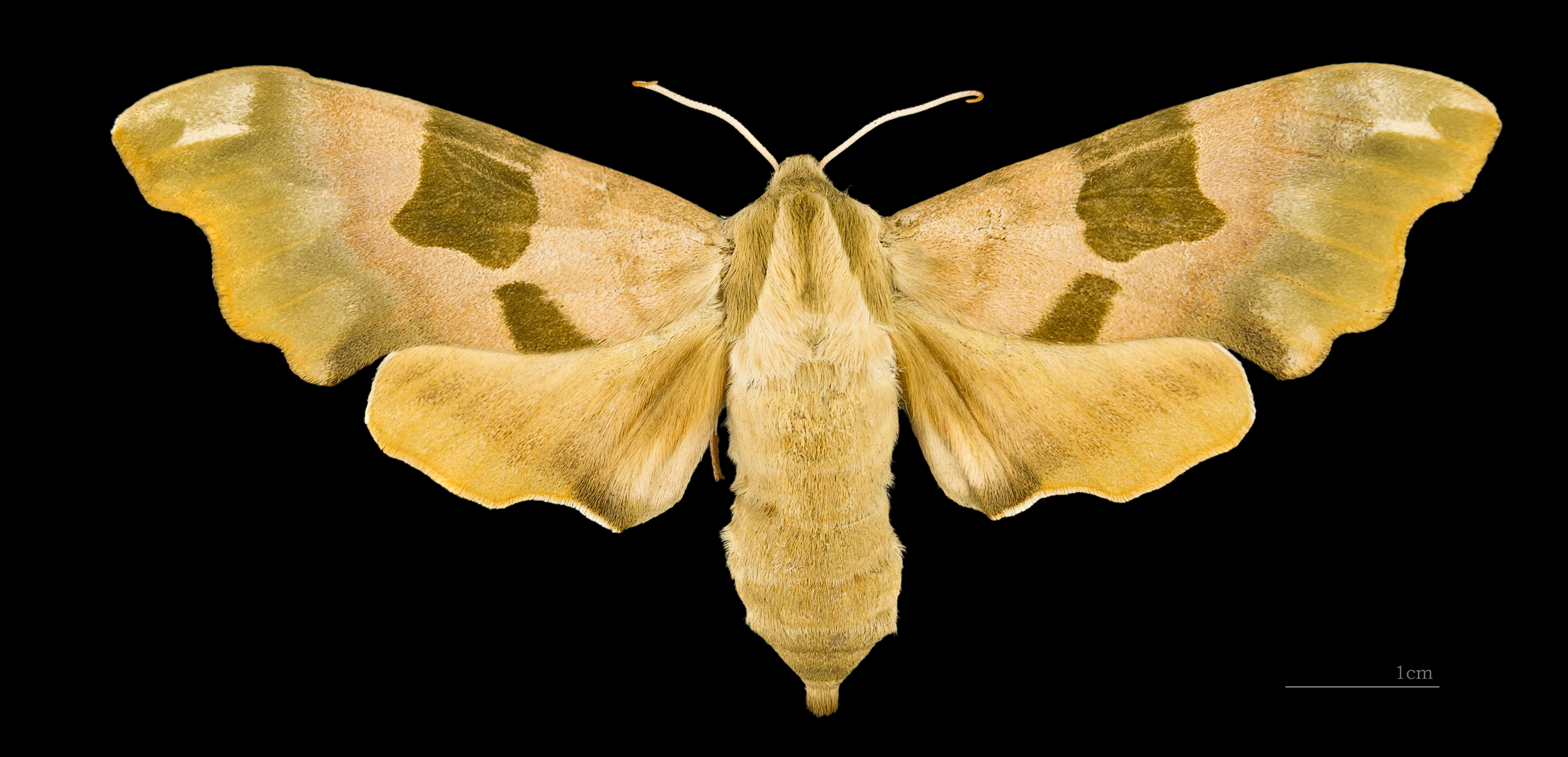
Mimas tiliae ♀
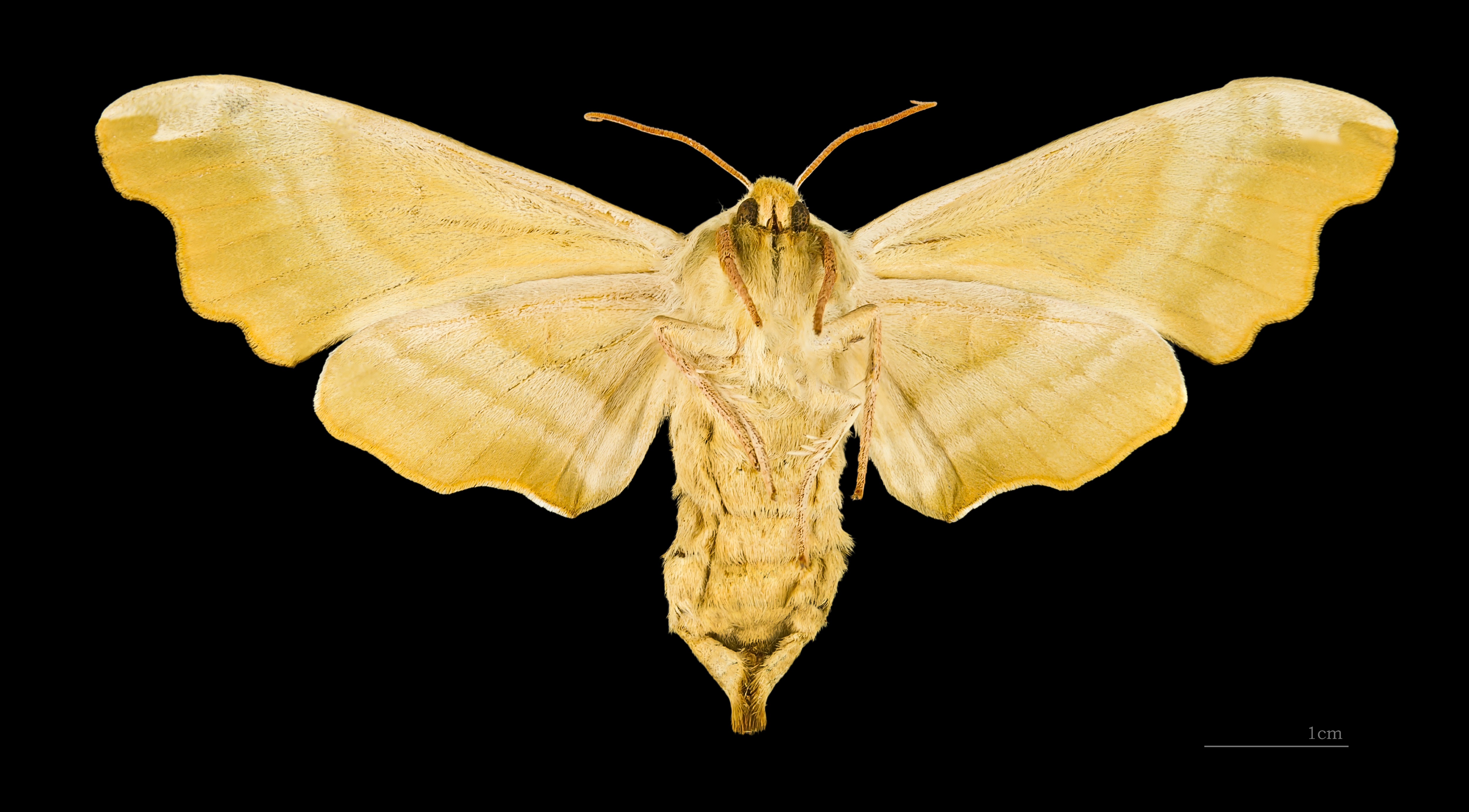
Mimas tiliae ♀ △